# Godsmack
A Godsmack amerikai heavy metal együttest 1995-ben alapították a massachusettsi Lawrence-ben. Az alapító Sully Erna (ének és dalszöveg) és Robbie Merrill (basszusgitár) mellett Tony Rombola (gitár) és Shannon Larkin (dobok) alkotják a zenekart. A megalakulásukat követően öt stúdióalbum, egy EP, 4 DVD és egy Greatest Hits válogatás került ki kezeik közül.
Három egymást követő lemezük is a Billboard 200-as listájának élen nyitott. (Faceless, IV, és a The Oracle) 19 számuk került fel a Top 10-es listába, ezen belül 15 a Top 5-be is bekerült, ami rekordnak számít a rockegyüttesek között.
A Godsmack több alkalommal is fellépett az Ozzfesten és számos egyéb turnén és fesztiválon is részt vettek, többek között a saját albumukat népszerűsítő koncertsorozaton is. A több mint egy évtizednyi fennállásuk óta 17 millió példánynál is több fogyott lemezeikből. Az utóbbi évek csökkenő eladásai ellenére is a legjobban kereső előadók az Egyesült Államokban.

## Története

### Megalakulás és a kezdetek (1995–1997)
1995 februárjában határozta el Sully Erna, hogy új együttest hoz létre, ahol ő fogja a frontember szerepét betölteni, miután több mint 23 éven át dobosként zenélt (például a Strip Mind együttesben 2 évnél is tovább). Az új együttes neve The Scam lett, Erna az énekes, míg Robbie Merrill basszusgitáros, egy helyi jó barát Lee Richards a gitáros, továbbá Tommy Stewart a dobos posztját töltötte be. Nevüket rövid időn belül lecserélték, az első demó felvétele után Godsmack néven folytatták karrierjüket. Kisebb bárokban léptek fel Bostonban, ahol például a Keep Away és a Whatever című számaikkal népszerűségre tettek szert a környéken.
Az együttes nevéről Merrill (Smack This!  DVD) azt állította, hogy az Alice in Chains "God Smack" című számából ered és később Shannon Larkin is ezt állította. Egy 1999-es interjúban Erna viszont a következőeket nyilatkozta: „Egyszer viccelődtem valakivel, akinek herpesz volt az ajkán, a következő nap viszont nekem is herpeszem nőtt és akkor valaki megjegyezte, hogy ez úgy tűnik, mintha (God) Isten csapása (smack) lenne. Innentől ezen a néven folytattuk. Tisztában voltunk az Alice in Chains dallal, bár sokat nem gondolkoztunk róla. Jó kis szám, de a név az, ami számunkra jelentőséggel bír.”
1996-ban két új tag, Tony Rombola gitáros és Joe D'Arco dobos csatlakozott hozzájuk, miután Lee Richards megtudta, hogy van egy 6 éves kisfia, míg Tommy Stewart személyes ellentétek miatt elhagyta a zenekart. Még ebben az évben, fennállásuk során először stúdióba vonultak, hogy felvegyék All Wound Up címet viselő demójukat. A CD-t 3 nap alatt rögzítették és 2600 dollárból készült el.
A következő két évben továbbra is Boston környékén léptek fel. Rocko, a bostoni WAAF rádió zenei szerkesztője is meghallgatta az albumukat, onnantól a Keep Away sokszor volt hallható a rádión és hamar a hallgatási lista élére került.
Egy New England-i lemezkiadó lánc, a Newbury Comics beleegyezett, hogy lemezüket bizományba veszi és úgy árusítja. A Keep Away sikereit látva az együttes úgy döntött, újra stúdiómunkálatokba kezdenek, hogy felvegyék Whatever című kislemezüket, ami a helyiek kedvencévé vált a WAAF rádión.
Sully Erna egy interjú során az alábbiakat mondta: „Nagyjából 50 darabot adtunk el havonta, miután a WAAF elkezdte játszani a számokat az albumról. Majd hirtelen ezernél is több kelt el hetente. Őrület. Főleg úgy, hogy az egész a hálószobámból indult. Az évekig tartó kemény munka végre megtérülni látszott.”

### Godsmack(1998–1999)
1998-ban az Universal/ Republic Records lett a kiadójuk. Megváltak Joe D'Arco dobostól, helyét a korábban távozó Tommy Stewart vette át, mert szeretett volna velük újra együtt zenélni. Az első stúdiófelvétel, az All Wound Up számait felújították és 6 héttel később megjelent a nevüket viselő bemutatkozó album, a Godsmack. Ezt egy koncertsorozat, a "The Godsmack Tour" követte. Több klubban illetve az Ozzfest és a Woodstock ’99 fesztiválokon is felléptek. Ezután a Black Sabbath társaságában indultak európai turnéra.
Roxanne Blanford, az Allmusic kritikusa 3 csillagot adott az albumra. Debütálásakor a Billboard 200-as listájának 22. helyét szerezte meg. Az RIAA 1999-ben arany-, 2001-ben pedig négyszeres platinalemeznek minősítette.
Az album annak ellenére is jól fogyott, hogy néhány üzletben levették a polcokról egyes dalok szókimondó szövegei miatt. Az együttes és kiadója később egy matricával hívta rá fel a figyelmet, néhány bolt csak így volt hajlandó megrendelni a lemezeket. Erna a következőeket nyilatkozta a Rolling Stone magazinnak: „Már több mint egy éve történt, hogy piacra került az albumunk matrica nélkül és ez az egy és egyetlen problémájuk volt vele…Mind a matricák, mind a dalszövegek szubjektív körbe tartoznak…Végül úgy döntöttünk, matricát ragasztunk rá." Úgy tűnt az eladásokat nem érinti hátrányosan az ügy, Erna szerint a matricák segítettek.

### Awake(2000–2002)
2000-ben a többszörös platinalemez Godsmack sikerei után hozzáláttak a következő Awake című albumuk munkálatainak, ami végül október 31-én került a boltokba. A Billboard 200-as listájának ezúttal az 5. helyét szerezték meg, az RIAA pedig kétszeres platinalemeznek minősítette. Az albumról a Vampires című számot 2002-ben Grammy-díjra is jelölték a „legjobb instrumentális rockszám” (Best Rock Instrumental Performance) kategóriájában. Az Awake megjelenését követően a Limp Bizkit zenekart kísérték európai turnéra.
Az énekes akkor így nyilatkozott: „1998 augusztusa óta megállás nélkül turnézunk, úgyhogy az Awake dalai az Európa és az Államok közötti ingázások alkalmával íródtak…Az Ozzfesten volt az egyetlen nagyobb fellépésünk, ahol másokat segítettünk ki, hisz nekünk is sok dolgunk volt.” 1999-hez hasonlóan 2000-ben is tiszteletüket tették az Ozzfesten.
A Sick of Life és az Awake című számuk háttérzeneként szolgált az Egyesült Államok Haditengerészetének reklámfilmjeihez. Erna ezt nyilatkozta az esetről: „A seregből néhány rajongó felkeresett, hogy használhatnák-e a számainkat, mi pedig beleegyeztünk”. Az együttes azonban nem támogat semmiféle háborús kezdeményezést: „Ez nem jelenti azt, hogy zenekarunk bármikor, bármilyen háborút támogatott volna egyetlen ország ellen is vagy támogatott volna bármilyen kormányzati döntést ezzel kapcsolatban, esetleg azt, hogy más emberek dolgaiba ütnénk az orrunkat. Egyszerűen csak a kinn állomásozó csapatainkat szeretnénk segíteni. Azokat az embereket, akik bárhová mennek, hogy harcoljanak az országunkért, értünk és hogy védjék szabadságunkat.” Egy másik interjúban azt is elmondta, hogy az első albumuk borítóján látható lány az, aki a Greed videóklipjében is feltűnik.

### Facelessés aThe Other Side(2002–2005)
2001-ben érkezett a felkérés, hogy készítsenek egy számot a A Skorpiókirály című filmhez. (A film  A múmia visszatér  oldalágaként szolgáló előzménytörténet.) Az I Stand Alone hamar a Rock Radio első helyére került és 14 egymást követő héten át volt a legtöbbet játszott rock szám és a Prince of Persia: Warrior Within videójátékban is szerepelt a Straight Out of Line mellett.

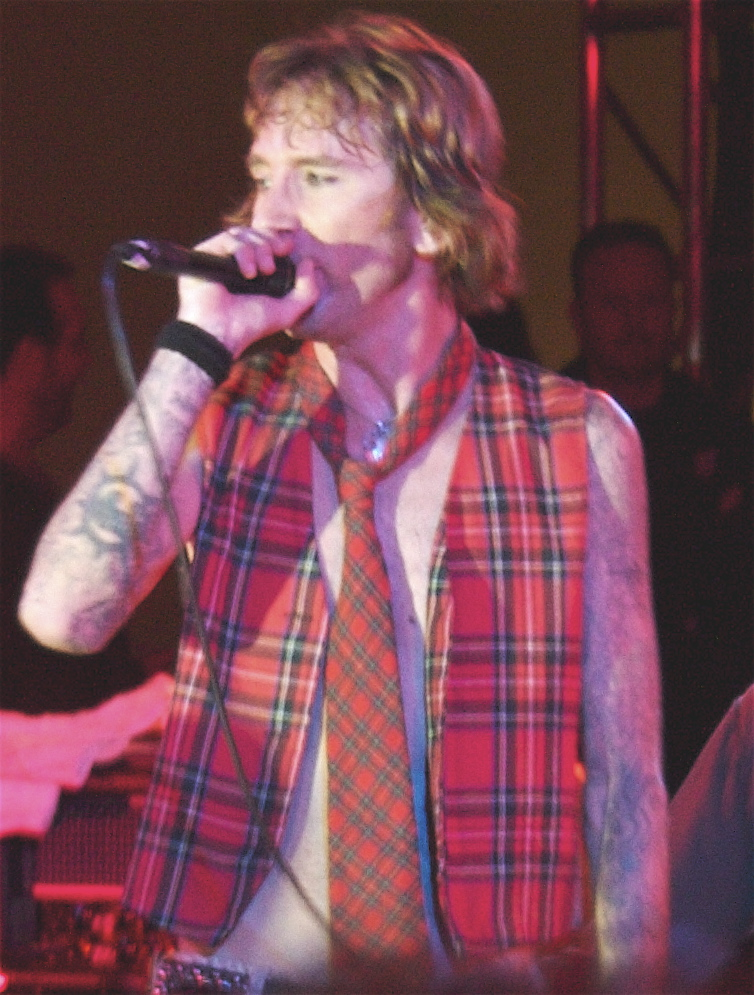
Shannon Larkin dobos átvette Tommy Stewart helyét 2003-ban

Shannon Larkin (Ugly Kid Joe, Souls at Zero, Wrathchild America, MF Pitbulls) Tommy Stewartot váltotta (aki már másodszorra távozott a zenekarból személyes ellentétek miatt). Az új felállással stúdióba vonultak, hogy felvegyék Faceless címet viselő albumukat. A 2003 áprilisában érkező album a Billboard 200-as listájának első helyén debütált és már az első héten 269.000 példány talált gazdára. Államok szerte egymilliót meghaladó eladásokkal számoltak. A nyugati parti nu metal rivális, a Linkin Park második stúdióalbuma a Meteora se tudta leszorítani a Facelesst, ami így a második helyre kényszerült a Billboard listáján. A Godsmack legújabb albuma a kanadai albumeladási lista 9. helyét szerezte meg és 2 hétig volt a legkelendőbb lemez az internetes eladásokat tekintve. Egy hosszú koncertsorozat következett Európába és az Államokba, a Metallica együttessel is közösen.
Ismét Grammy-jelölést kaptak a Straight Out of Line című kislemeznek köszönhetően, de „legjobb hard rock” szám díját végül az Evanescence kapta meg a "Bring Me to Life" című dalért.
Az album nevének eredete nem tisztázott: Larkin egy interjúban megemlíti, hogy volt egy este, mikor többet ittak a kelleténél, majd reggel meztelenül ugráltak a tetőről a medencébe, a szomszédok pedig bejelentést tettek a rendőrségre, de az arcukat nem látták, ezért választották Faceless nevet. (ismeretlen, névtelen)  Egy későbbi interjúban Merrill a következőeket mondta: „A név az együttes érzéseit tükrözi, hisz a rádiós lejátszási listák és lemezeladásbeli sikerek ellenére is mintha még mindig kevesen ismernék a zenénket.”
2004 márciusában jelent meg a The Other Side címet viselő akusztikus EP, ami remek teljesítményt nyújtva az 5. helyen debütált a Billboard listáján. Számos korábban megjelent szám akusztikus feldolgozását tartalmazta, a 3 új mellett. A Touché című számon a Godsmack legelső gitárosa Lee Richards is zenélt, illetve John Kosco, aki a mostanra megszűnt Dropbox zenekar énekes volt. A másik két új szám a Running Blind és a Voices nevet kapta. Az Awake akusztikus feldolgozása Asleep címen található a korongon. Az EP jelentős váltás volt a korábbi kemény hangzástól egy sokkal lágyabb akusztikus zene felé, ami párhuzamba állítható az Alice in Chains hasonló EP lemezeivel (Sap és Jar of Flies), ami miatt kritikával illeték a Godsmacket.
2004-ben ők indították útjára a Metallica Madly in Anger with the World elnevezésű turnéját és továbbiakban is felléptek a sorozat keretében a Dropbox zenekarral egyetemben. Ősszel több fellépést is vállaltak a The Other Side népszerűsítése érdekében, de továbbra sem szakították meg a Metallica turnéján a szereplésüket.

### IVés aTen Years of Godsmack(2006–2007)
2006 áprilisában megjelent negyedik nagylemezük egyszerűen a IV elnevezést kapta és egészen 2007 augusztusáig tartott a hozzá kapcsolódó "The IV tour" koncertsorozat. A produceri feladatokat Erna látta el, míg a hangmérnök az az Andy Johns volt, aki a Led Zeppelin Led Zeppelin IV című albumán is dolgozott. Az albumról elsőként a Speak kislemez érkezett februárban. A Godsmack ismét a Billboard első helyére került és 211.000 példány fogyott egy hét leforgása alatt.
A IV az aranylemez minősítést érdemelte ki. Összesen 40 dalt írtak a lemezhez, amiből végül 11 került fel a korongra. Larkin a következőeket mondta a számok kiválasztásáról: „Ez Sully együttese és az ő látomása egyben. Végighallgatta az összeset, hogy végül kiszűrje azokat, amik felkerülhetnek az albumra, mi pedig beleegyeztünk. Neki mindig is megvolt az elképzelése, kezdve a borítótól a produceri és hangmérnöki feladatokon át egészen addig, hogy melyik tévéműsorban lépjünk fel. Mindenről. Amikor arra került a sor, hogy eldöntsük, melyik számok kerülhetnek fel, Sully szava volt a döntő.”
Az album minimalista elnevezése nem csupán onnan ered, hogy ez a negyedik albumuk, hanem egyfajta belső humor a tagok között, ami biztonsági emberükhöz, J.C.-hez kapcsolódik.
Fennállásának 10. évfordulójának tiszteletére megjelent greatest hits válogatásuk Good Times, Bad Times... Ten Years of Godsmack címmel 2007 decemberében. A Billboard listáján a 35. helyet érték el vele, az első héten 40.000 fogyott a lemezből. Az albumon megtalálható a "Good Times Bad Times" című Led Zeppelin-feldolgozás, illetve egy DVD az akusztikus koncertjükről a House of Bluesban (Las Vegas). Eredetileg box setnek tervezték. (Az összes albumot tartalmazta volna.) Megjelenése után akusztikus turnéra indultak. A pletykák ellenére nem vonultak vissza a válogatásalbum megjelenése után, az énekes a következőeket nyilatkozta: Nem megyünk sehová, csak kis szünetet tartunk és megünnepeljük a 10 éves évfordulónkat, egyfajta feltöltődésképpen. Amikor visszatérünk, a régi önmagunkat is túlszárnyaljuk majd.”

### The Oracle(2010–napjainkig)
2008 novemberében érkezett a bejelentés Larkintól, hogy készek a visszatérésre és az új album előkészületeire. 2009 nyarán a Crüe Fest 2 tour alkalmával a Mötley Crüe turnéján vettek részt. A Whiskey Hangover kislemez is nyáron, júniusban jelent meg. A turné befejeztével teljes erőből nekiállhattak ötödik The Oracle címet viselő albumuknak, ami 2010 májusában jelent meg. Az új lemez fogadtatás ismét kedvező volt, az együttesnek a The Oracle már a harmadik nagylemeze volt a sorban, ami az első helyen debütált és az első héten 117.000 példányt vásároltak meg.
Erna szerint ezen albumuk sokkal keményebb és agresszívebb stílust követ, amin a 'Voodoo' vagy 'Serenity' számokhoz hasonlóakat nem fogunk találni.
A 4. Mayhem fesztiválon is felléptek a Disturbed és Megadeth együttesekkel egyetemben.

## Stílusok és hatások

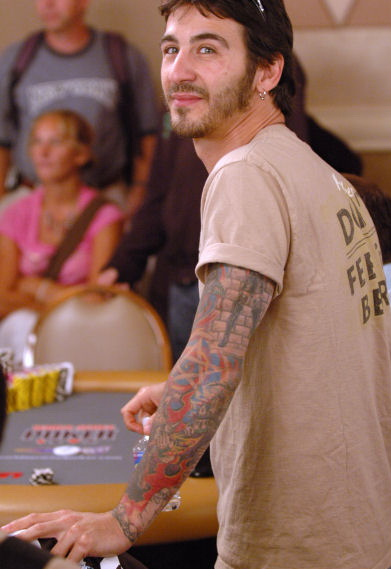
Sully Erna énekes Layne Staley-t az Alice in Chains korábbi frontemberét és kései stílusát nevezte meg fő inspirációként

Erna, Larkin és Rombola szerint az alábbi zenekarok voltak leginkább hatással tevékenységükre: Alice in Chains, Black Sabbath, Led Zeppelin, Aerosmith, Judas Priest, Pantera, Metallica és a Rush.
Erna állítása szerint Layne Staley volt rá a legnagyobb hatással. A Godsmack első két albuma hangzásában is közel áll a Dirt című Alice in Chains-lemezhez. A későbbiekben próbáltak elvonatkoztatni az összehasonlításoktól, az együttes frontembere Matt Ashare interjújában azt nyilatkozta, hogy nem érzi, hogy ilyen vonás a zenéjükön hallható volna.
Erna stílusát úgy jellemzik, mintha a Metallica és az Alice in Chains egyfajta keveréke lenne. Larkint Neil Pearthöz (Rush) és John Bonhamhez (Led Zeppelin) hasonlítják.

## Tagok

### Jelenlegi tagok
- Sully Erna: vokál, gitár, dobok, ütős hangszerek, billentyűk, harmonika (1995–napjainkig)
- Tony Rombola: gitár és háttérénekes (1997–napjainkig)
- Robbie Merrill: basszusgitár (1995–napjainkig)
- Shannon Larkin: dobok és ütős hangszerek (2002–napjainkig)
  - Megjegyzés: Erna dobolt az együttes legelső Godsmack címet viselő albumon és néhány alkalommal élő fellépések alkalmával is visszatért a dobok mögé, Larkin mellett.

### Korábbi tagok
- Lee Richards: gitár (1996–1997)
- Joe D'arco: dobok( 1996–1997)
- Tommy Stewart: dobok (1997–2002)

## Diszkográfia
- Godsmack (1998)
- Awake (2000)
- Faceless (2003)
- IV (2006)
- The Oracle (2010)
- 1000 HP (2014)
- When Legends Rise (2018)

## Díjak és nevezések
Grammy-díj
- A Godsmack 4 nevezést kapott az alábbi kategóriákban, díjra azonban nem sikerült váltania a jelöléseket.[45]

| Év   | Dal címe               | Kategória                       | Eredmény |
| ---- | ---------------------- | ------------------------------- | -------- |
| 2001 | "Vampires"             | Legjobb instrumentális rockszám | Jelölés  |
| 2003 | "I Stand Alone"        | Legjobb rockszám                | Jelölés  |
| 2003 | "I Stand Alone"        | Legjobb hard rock szám          | Jelölés  |
| 2004 | "Straight Out of Line" | Legjobb hard rock szám          | Jelölés  |

Billboard-díj
- A Billboard egyszer jelölte az együttest, amit meg is nyertek.[45]

| Év   | Kategória           | Eredmény |
| ---- | ------------------- | -------- |
| 2001 | Az év rock előadója | Nyertes  |

## Fordítás
Ez a szócikk részben vagy egészben a Godsmack című angol Wikipédia-szócikk ezen változatának fordításán alapul.  Az eredeti cikk szerkesztőit annak laptörténete sorolja fel. Ez a jelzés csupán a megfogalmazás eredetét és a szerzői jogokat jelzi, nem szolgál a cikkben szereplő információk forrásmegjelöléseként.